# Molasse

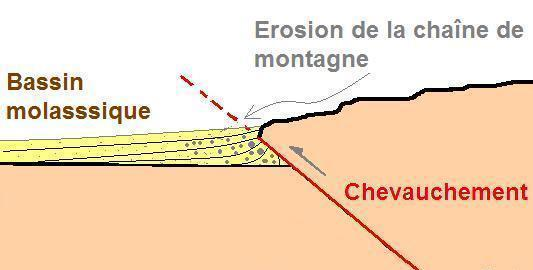
Structure d'un bassin molassique

Une molasse désigne un ensemble de roches sédimentaires, essentiellement détritiques, et post-orogéniques, s'accumulant dans un bassin d'avant-pays, en périphérie des chaînes de montagnes. Ce terme s'est initialement développé dans les Alpes puis s'est progressivement répandu à travers le monde. Il est aussi fréquemment utilisé pour désigner des pierres de construction et d’ornementation.

## Étymologie
L'origine du terme molasse est discutée. Il proviendrait du latin mola qui signifie  « meule » car ce grès constitue une excellente pierre pour faire des meules à aiguiser, ou bien du latin mollis (« mou »), car la roche, faiblement cimentée, est relativement tendre et engendre des reliefs mous et est aisée à tailler.

## Définition
La molasse englobe tous les dépôts sédimentaires accumulés dans un bassin d'avant-pays à partir de la phase paroxysmale de la collision. La fin de la phase de dépôt de la molasse est généralement définie lorsque le taux d'érosion supplante le taux de remplissage du bassin d'avant-pays. De par sa contrainte géodynamique, la molasse est considérée comme un tectofaciès à l'image du flysch qui le précède chronologiquement. Cependant, et contrairement à ce dernier, la molasse comprend une grande diversité de milieu de dépôt depuis des environnements marins de profondeur plus ou moins importante jusqu'aux systèmes fluviatile et lacustre en domaine continental.

## Histoire
Alexandre Brongniart est le premier à utiliser le terme molasse comme adjectif pour décrire des grès faiblement cimenté utilisé comme pierre de construction. Il sera par la suite adopté comme terme géologique. La molasse est officiellement décrite par Lucien Cayeux.

## Description

### Lithologie
La molasse rassemble tout le spectre des lithologies sédimentaires depuis les argilites/marnes jusqu'aux conglomérats en passant par les grès/calcaires ce qui s'explique par la grande diversité des milieux de dépôts.
Les grès sont les roches les plus emblématiques en raison de leur usage pour la construction. Ils sont à ciment calcaire voire argileux et peuvent prendre des teintes variables en fonction de leur composition et des conditions des dépôts (vert : glauconie ou chlorite ; rouge : dépôt ferrugineux lié à la présence d'un paléosol). Leur faible cimentation ainsi que leur teneur en argile les rendent friables, tendres et perméables. Les grès correspondent généralement à des environnements littoraux (plage), fluviales (lit de rivière et berge) voire à des dépôts marins de profondeur variable.
Les conglomérats sont préférentiellement localisés en position proximale (proche des reliefs). Ils décrivent généralement des cônes d'alluvions au débouché des vallées en cours de creusement. La composition des galets reflète celle de l'arrière-pays (relief) et prennent généralement un arrondi prononcé au point que nombre de ces dépôts sont des poudingues.
Les calcaires témoignent surtout d'environnement marin peu profond et plus rarement de milieu lacustre. Tout comme les grès marins, ils se caractérisent par des faciès de milieu influencé par les vagues : rides de courant, dunes hydrauliques et tempestites sont ainsi fréquents.

### Lithostratigraphie
Les variations de dépôt de la molasse reflètent la dynamique sédimentaire du bassin d'avant-pays qui résulte de la flexuration de la plaque inférieure en subduction sous la plaque supérieure. En raison de la poursuite de la subduction de la croûte continentale de la plaque inférieure, le bassin d'avant-pays se déplace en position externe ce qui provoque aussi un déplacement des dépôts de molasse. Ainsi et contrairement au remplissage d'un bassin sédimentaire standard, le comblement du bassin d'avant-pays ne s'effectue pas uniquement vers le haut mais se caractérise aussi par une translation des dépôts dans la direction opposée aux reliefs en formation. On observe ainsi un rajeunissement de l'âge des dépôts depuis le front de la collision jusqu'à la marge externe du bassin ainsi des discordances angulaires, aussi marquées par une phase d'érosion, entre les dépôts de molasse et le substrat sédimentaire antérieur à la formation du bassin d'avant-pays.
La molasse débute systématiquement par un milieu de dépôt marin qui correspond à une mer résiduelle issue de la fermeture d'un océan par collision continentale. La sédimentation recouvre des dépôts marins relativement profonds et généralement décrits comme un flysch. Le comblement du bassin entraine ensuite une diminution progressive de la profondeur avec la mise en place de dépôts marins peu profonds puis l'émersion lorsque le bassin est intégralement rempli. Cette succession est par ailleurs généralement affectée par les variations eustatiques qui peuvent entrainer une répétition de cycles d'émersion-comblement.
Les apports sédimentaires de la molasse provenant de la chaine de collision en formation, on observe un gradient granulométrique depuis le bord interne (grossier) du bassin d'avant-pays vers la marge externe (fin). Il en découle la formation de plusieurs cônes alluviaux au débouché des nombreuses vallées en formation et qui constituent d'importants corps conglomératiques dispersés sur la marge interne.
Enfin la poursuite de la migration du front orogénique, et donc du bassin d'avant-pays provoque le remaniement des séries de molasse les plus anciennes qui se retrouvent à leur tour impliquées dans le front orogénique. Il en découle leur exhumation puis leur érosion pour finir par alimenter de nouveau la partie active du bassin d'avant-pays. Ainsi une partie du matériel sédimentaire sera soumis à plusieurs cycles d'érosion-sédimentation.

## Exemples

### Orogenèse hercynienne
- Synclinal de Namur.
- Bassins molassiques carbonifères dans l'Ardenne

### Orogenèse alpine
À la suite de la collision alpine à la transition Éocène-Oligocène, une large dépression crustale se forme sur la plaque européenne (domaine delphino-helvétique). La sédimentation détritique marine profonde (flysch s.l.) est progressivement remplacé par des dépôts molassiques à l'Oligocène supérieur, qui s'étendront jusqu'au Miocène.
- Bassin d'avant-pays nord alpin ( France /  Suisse /  Allemagne /  Autriche) : c'est le principal bassin d'avant-pays lié à l'orogenèse alpine. Il est constitué d'une série de bassins intermédiaires qui sont d'ouest en est : le bassin savoyard, le plateau suisse et le bassin molassique d'Allemagne et d'Autriche.
- Bassin d'avant-pays sud alpin ( Italie) : il correspond actuellement à la plaine du Pô
- Plateau de Valensole ( France)
- Plateau de Chambaran ( France)

### Orogenèse pyrénéenne
- Sédiments du Paléogène dans le sud du bassin d'Aquitaine

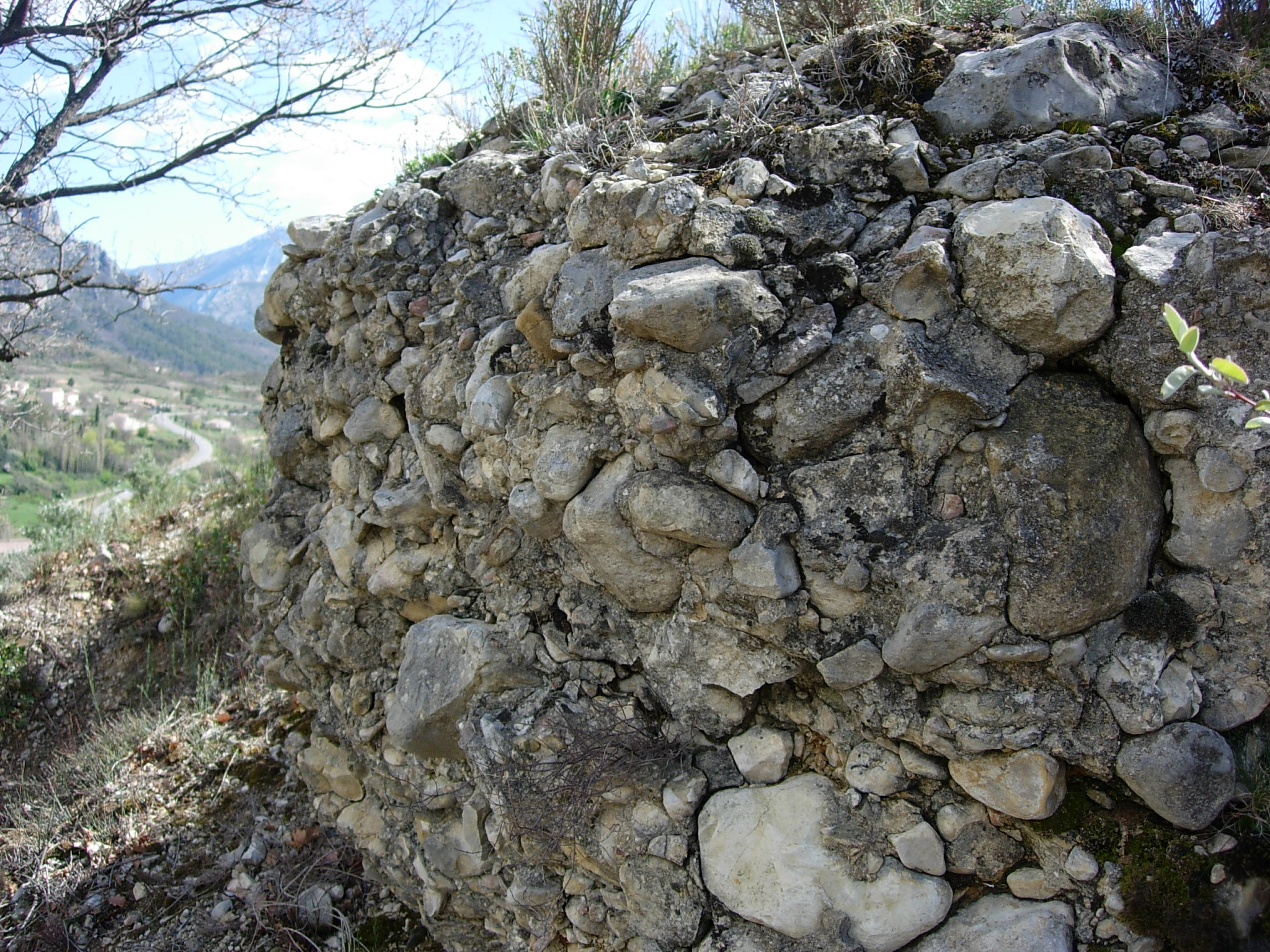
Conglomérat Mio-pliocène à Moustiers-Sainte-Marie, bassin molassique de Valensole
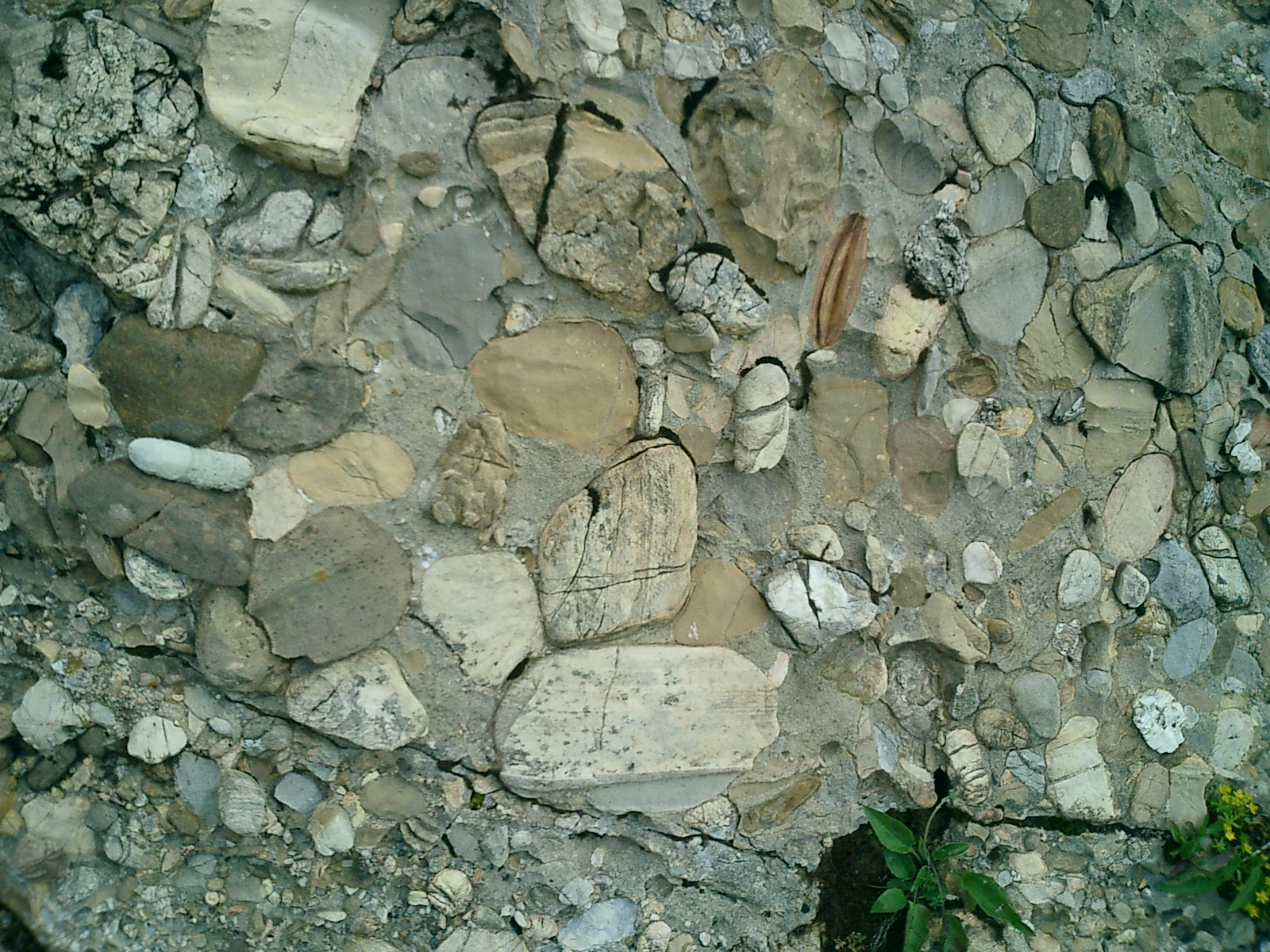
Conglomérat dans le Speer, Alpes suisses.
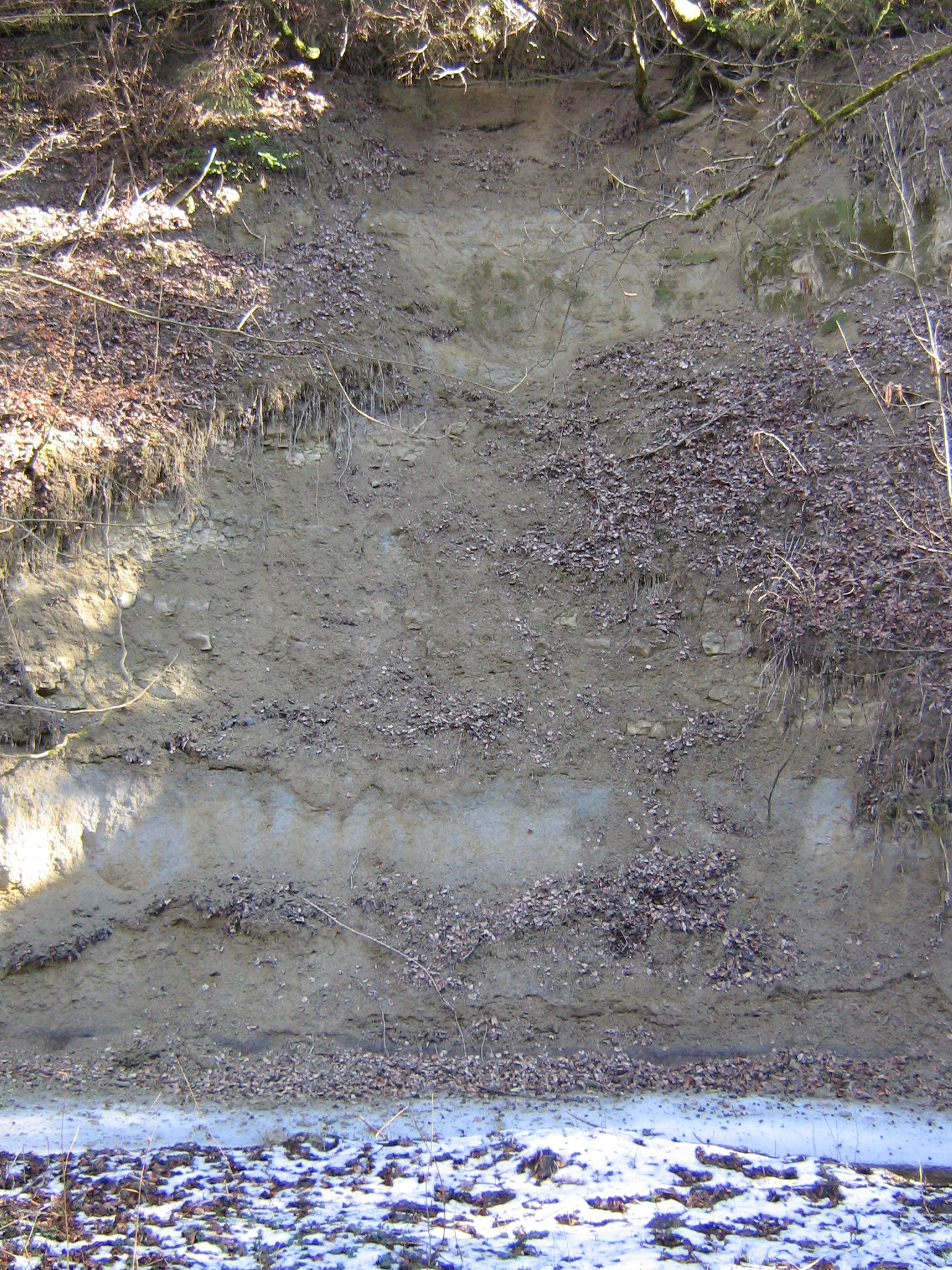
Molasse de grès et de marnes dans la région du Gros-de-Vaud, Suisse.
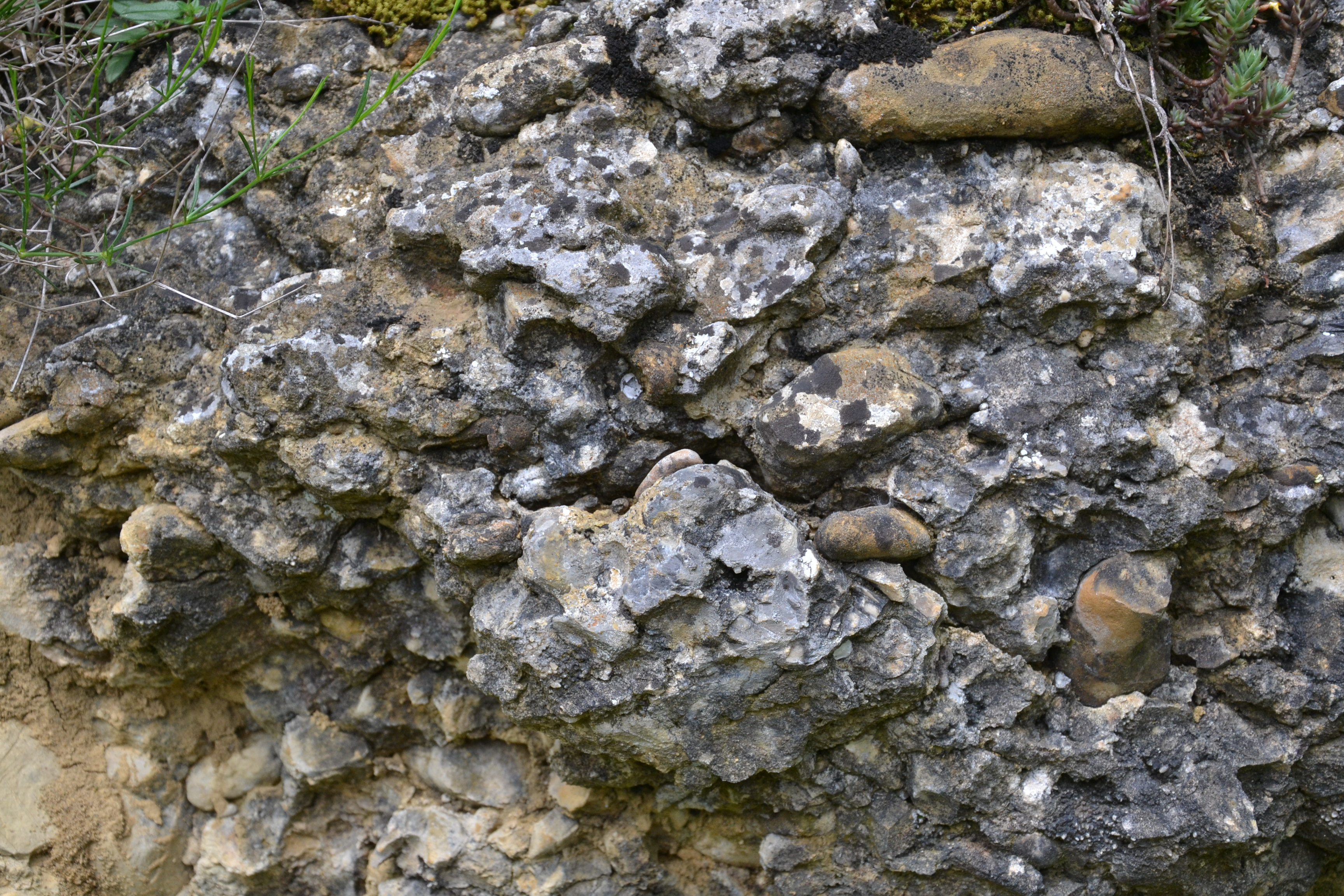
Exemple des poudingues de Palassou, piémont pyrénéen (Ariège)

## Usage
La molasse est notamment utilisée en construction comme matériau pour la production de parpaings utilisés pour l'édification de bâtiments. Ils surmontent généralement une assise en calcaire de couleur blanche à jaune crème ce qui confère aux monuments une teinte bi-tons. Elle est aussi la matière privilégiée des décors sculptés à l'époque médiévale dans la région lémanique grâce à sa faible dureté.

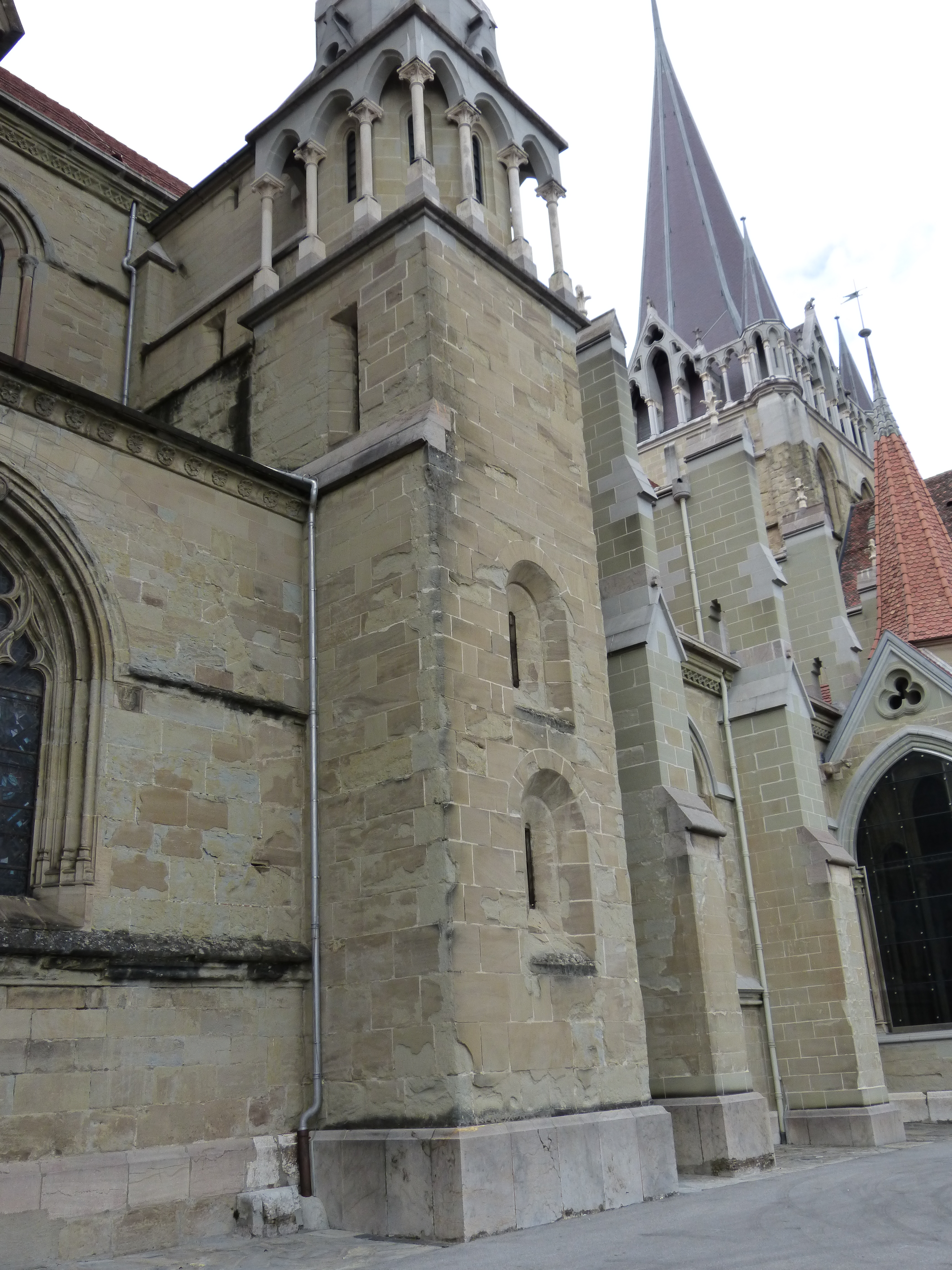
Murs de la cathédrale de Lausanne construits en molasse ; usée au premier plan, rénovée au second plan. Notez l'assise en calcaire de teinte plus claire à la base.
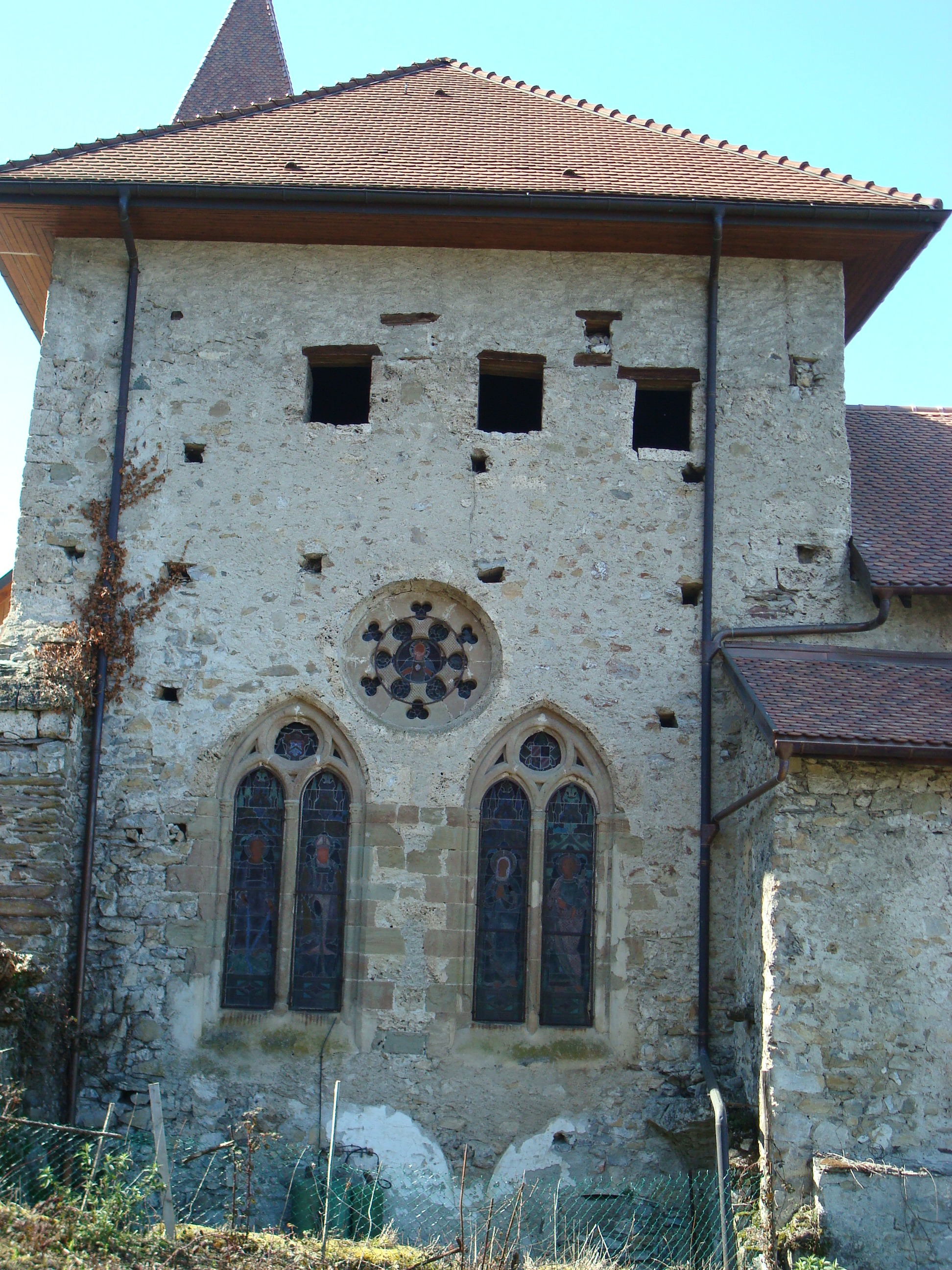
Chevet de l'église du prieuré de Meillerie, XIIIe siècle.
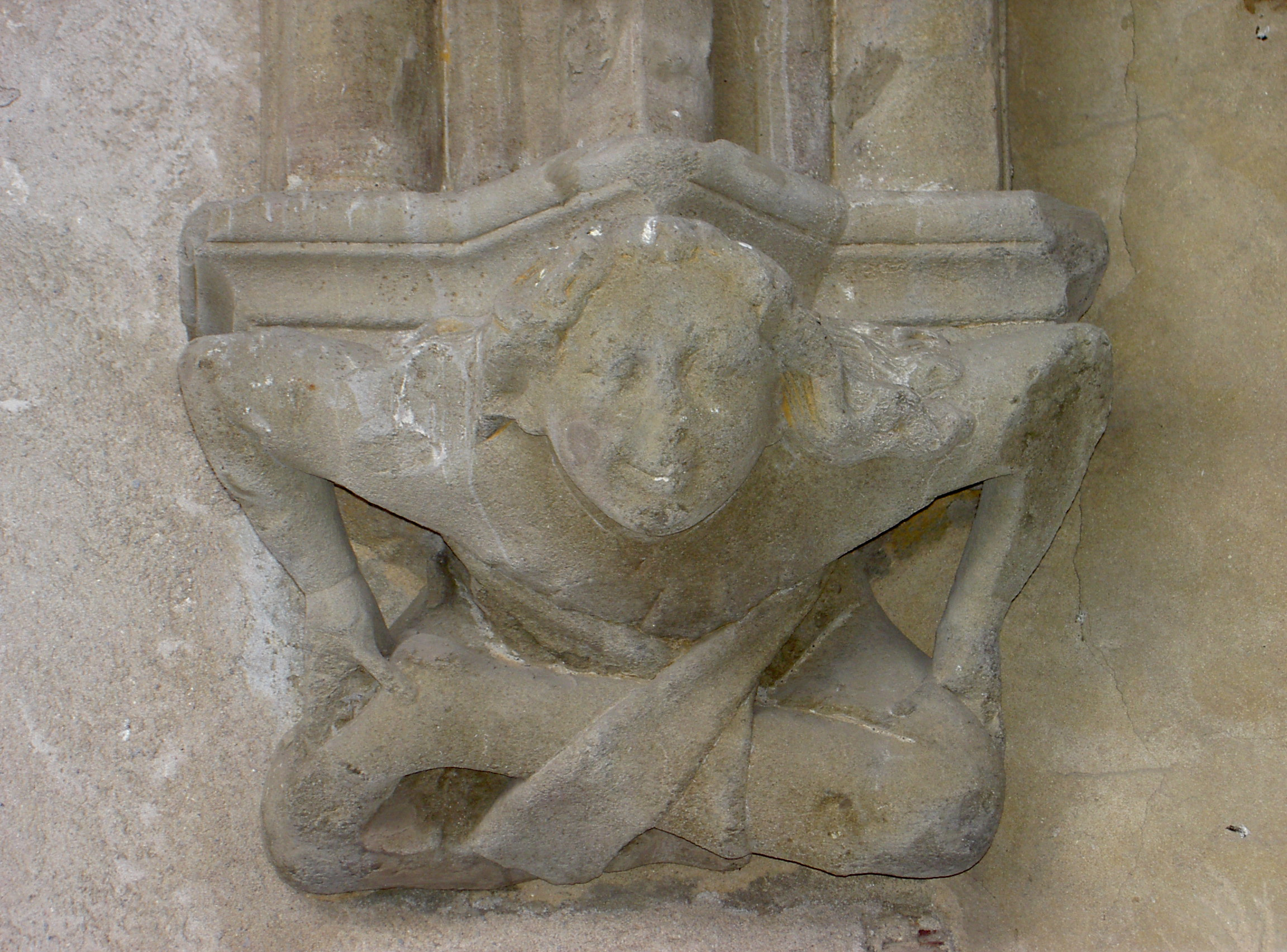
Console d'une des travées de la galerie est de l'abbaye d'Abondance, représentant un petit acrobate souriant, XIVe siècle.